# Reverend Horton Heat
The Reverend Horton Heat é um trio de psychobilly/rockabilly formado em Dallas, Texas que usa o nome artístico de seu cantor/compositor, Jim Heath (nascido em 1959 em Corpus Christi, Texas).
O grupo foi formado em 1985. Por suas turnês incessantes e um show maníaco de palco, eles se estabilizaram como uma das bandas mais populares do underground norte-americano.

## Discografia

### Álbuns
| Nome                                            | Ano    |
| ----------------------------------------------- | ------ |
| Smoke 'em if You Got "em"                       | (1990) |
| The Full Custom Gospel Sounds                   | (1993) |
| Liquor in the Front                             | (1994) |
| It's Martini Time                               | (1996) |
| Space Heater                                    | (1998) |
| Holy Roller                                     | (1999) |
| Spend a Night in the Box                        | (2000) |
| Lucky 7                                         | (2002) |
| Revival                                         | (2004) |
| We Three Kings                                  | (2005) |
| Laughin' & Cryin' with the Reverend Horton Heat | (2009) |
| REV                                             | (2014) |

### Compactos
- "Big Little Baby" (1988)
- "Psychobilly Freakout" (1990)
- "400 Bucks / Caliénte" (1994)
- "One Time For Me" (1994)
- "Lie Detector" (1998)
- "King" (1999)
- "It Was a Very Good Year" (2000)

### DVDs
- Reverend Horton Heat: Live and in Color (2003)
- Reverend Horton Heat: Revival (2004)

### Videoclipes
- "Psychobilly Freakout" (Diretor: Michael Levine)
- "Wiggle Stick" (Diretor: David Roth)
- "One Time For Me" (Diretor: L.M. Talkington)
- "Jonny Quest/Stop That Pigeon" (Diretor: N/A)
- "Slow" (Diretor: Mike Drumm)
- "Lie Detector" (Diretor: Martian Nowak)

### Trilhas sonoras
- Love and a .45 - "The Devil's Chasing Me" (1994)
- Ace Ventura: When Nature Calls - "Watusi Rodeo" (1995)
- Redneck Rampage (video game) - "Nuture My Pig," "Wiggle Stick" (1997)
- Major League 3: Back To The Minors - "Baby I'm Drunk" (1998)
- Cleveland Rocks! Music From The Drew Carey Show - "Now, Right Now" (1998)
- Space Bunnies Must Die (video game)- "In Your Wildest Dreams" (1998)
- The Flintstones in Viva Rock Vegas - "Rock The Joint" (2000)
- Tony Hawk's Pro Skater 3 (video game) - "I Can't Surf" (2001)
- Autofocus - "Real Gone Lover" (2002)
- Guitar Hero 2 (video game) - "Psychobilly Freakout" (2005)

### Coletâneas
- Texas Lovers - "Love Whip," "All Walks Of Life" (1987)
- The Sound of Deep Ellum - "The Devil's Chasing Me" (1987)
- Dude, You Rock! - "Speed Demon" (1990)
- Afternoon Delight! - "Where in the Hell did You go With My Toothbrush?" (1992)
- Curtis W. Pitts: Sub Pop Employee Of The Month - "400 Bucks" (1993)
- Revolution Come and Gone - "Marijuana" (1994)
- CMJ New Music Monthly August 1994 - "Yeah, Right" (1994)
- Rev 105 Radio Archive Vol. 1 - "Liquor, Beer and Wine" (1995)
- X Factor - "One Time For Me" (1995)
- Saturday Morning Cartoon's Greatest Hits - "Jonny Quest/Stop That Pigeon" (1995)
- Twisted Willie - "Hello Walls" (1996) (com Willie Nelson)
- MOM: Music For Our Mother Earth - "I Can't Surf" (1996)
- CMJ New Music Monthly August 1996 - "Big Red Rocket Of Love" (1996)
- The Best Of Hootenanny - "Baby I'm Drunk" (1998)
- Halloween Hootenanny - "The Halloween Dance" (1998)
- IFC: In Your Ear, Vol. 1 - "In Your Wildest Dreams" (1999)
- Southern Edge, Vol. 1 - "Time To Pray," "Slow" (1999)
- Live At The Hootenanny Vol. 1 - "Five-O Ford" (2000)
- Sing Along With Los Straitjackets - "Down The Line" (2001) (com o Los Straitjackets)
- Dressed in Black: A Tribute To Johnny Cash - "Get Rhythm" (2002)
- Billy Vol. 1 - "Loco Gringos Like A Party" (2003)